# Idaea trettesensis
Idaea trettesensis là một loài bướm đêm trong họ Geometridae.